# The Lure
The Lure er en amerikansk stumfilm fra 1914 af Alice Guy Blaché.

## Medvirkende
- James O'Neill.
- Fraunie Fraunholz.
- Kirah Markham.
- Claire Whitney.
- Wallace Scott.